# 马杜巴尼
马杜巴尼（Madhubani），是印度比哈尔邦Madhubani县的一个城镇。总人口66285（2001年）。

## 人口
该地2001年总人口66285人，其中男性35391人，女性30894人；0—6岁人口10792人，其中男5625人，女5167人；识字率58.42%，其中男性为66.88%，女性为48.74%。